# K. K. Downing
Kenneth "K. K." Downing, Jr. (nascido em West Bromwich, Inglaterra, 27 de outubro de 1951) é um guitarrista inglês que, ao lado do baixista Ian Hill, fundou em 1969 a banda de heavy metal britânica Judas Priest, um dos expoentes do New Wave of British Heavy Metal. Ele gravou todos os discos da banda desde Rocka Rolla  (1974) até A Touch of Evil: Live (2009), responsável por compor a maior parte das canções do grupo. É considerado muito influente na cena do metal, por seu estilo agressivo de tocar, pelo dueto de solos promovido ao lado de Glenn Tipton e pelo headbanging sincronizado executado durante os shows do Judas. Aposentou-se em 2011.
Downing recebeu o apelido inusitado K.K. na Dinamarca de uma garota, que não conseguia pronunciar seu nome.[carece de fontes?]
Durante a sua juventude K.K. Downing foi influenciado pelos sons dos guitarristas Jimi Hendrix, John Mayall e Eric Clapton.
Em 2020, K.K. Downing forma a banda KK's Priest, com outros ex-integrantes do Judas Priest, o vocalista americano Tim "Ripper" Owens, e o baterista Les Binks . Em maio de 2021, foi anunciado o lançamento do primeiro álbum da banda, intutulado Sermons of the Sinner, previsto para 20 de agosto de 2021. O baterista original, Les Binks, por ter lesionado o pulso, foi substituído por Sean Elg . 

## Discografia
Judas Priest
- 1974 - Rocka Rolla
- 1976 - Sad Wings of Destiny
- 1977 - Sin After Sin
- 1978 - Stained Class
- 1978 - Killing Machine
- 1980 - British Steel
- 1981 - Point of Entry
- 1982 - Screaming for Vengeance
- 1984 - Defenders of the Faith
- 1986 - Turbo
- 1988 - Ram It Down
- 1990 - Painkiller
- 1997 - Jugulator
- 2001 - Demolition
- 2005 - Angel of Retribution
- 2008 - Nostradamus